# دهاب پری
دهاب پری (به انگلیسی: Dhab Pari) یک منطقهٔ مسکونی در پاکستان است که در پنجاب واقع شده‌است. دهاب پری ۰٫۹ کیلومتر مربع مساحت دارد ۵۳۹ متر بالاتر از سطح دریا واقع شده‌است.